# Kwon Soon-woo
Kwon Soon-woo (in coreano: 권순우; Sangju, 2 dicembre 1997) è un tennista sudcoreano.
In singolare ha vinto due titoli nel circuito ATP all'Astana Open 2021 e all'Adelaide International 2 2023. Vanta inoltre alcuni titoli nei circuiti minori e la migliore posizione nel ranking ATP è stata la 52ª, raggiunta nel novembre 2021. Ha esordito nella squadra sudcoreana di Coppa Davis nel febbraio 2017.

## Carriera

### Juniores
Fa il suo esordio nell'ITF Junior Circuit nel giugno 2011, vince il primo torneo nell'aprile 2014 in un Grade 5 sudcoreano e in settembre si aggiudica un Grade 3 a Canton. Dopo un periodo senza successi, nell'aprile 2015 vince due titoli consecutivi negli ultimi tornei che gioca tra gli juniores, due Grade 5 sudcoreani. Non ottiene particolari risultati nelle prove di categoria del Grande Slam e il suo miglior ranking da juniores è il 46º nel marzo 2015.

### 2013-2014: inizi da professionista
Gioca per la prima volta le qualificazioni di un torneo Challenger nel maggio 2013 perdendo il primo incontro disputato. La prima apparizione in un tabellone principale avviene nell'aprile 2014 nel torneo Korea F1 del circuito ITF, dove viene ancora eliminato al primo turno. Al Korea F4 del giugno successivo vince il suo primo match da professionista.

### 2015-2016: primi titoli ITF
Nel settembre 2015 vince il primo titolo da professionista nel torneo di doppio all'ITF Korea F6. Il primo titolo in singolare arriva in novembre nel torneo ITF Cambodia F1 a Phnom Penh e la settimana dopo si ripete al Cambodia F2, passando dalla posizione 1092 del ranking mondiale alla 782. Nel marzo 2016 vince il suo terzo titolo ITF in singolare e il secondo in doppio al torneo Japan F2 di Nishi-Tokyo. Il mese dopo vince il suo primo incontro nel circuito Challenger al torneo coreano di Gwangju. In luglio vince il torneo ITF Korea F5 e subito dopo esce ai quarti nel Challenger di Gimcheon, sconfitto in due set da Max Purcell. In novembre gioca per la prima volta le qualificazioni di un torneo ATP al 250 di Chengdu, e viene subito eliminato da Vasek Pospisil.

### 2017: esordio in Coppa Davis e top 200
Fa il suo debutto nella squadra sudcoreana di Coppa Davis nel gennaio 2017 con una sconfitta in singolare da Denis Istomin nella sfida persa contro l'Uzbekistan. In marzo perde in tre set contro Yūichi Sugita la finale del Challenger di Yokohama, risultato che gli permette di passare dal 301º al 231º posto ATP, suo nuovo best ranking. Il mese dopo vince entrambi gli incontri di singolare nella sfida di Coppa Davis contro la Nuova Zelanda. In maggio perde la finale del Seoul Open Challenger contro Thomas Fabbiano, dopo aver eliminato al primo turno il nº 116 ATP Blaž Kavčič. Con la semifinale raggiunta al successivo Challenger di Busan entra per la prima volta tra i top 200 del ranking. In luglio tenta per la prima volta la qualificazione in un torneo del Grande Slam a Wimbledon, ma perde al primo incontro. Il mese dopo subisce la stessa sorte al primo incontro delle qualificazioni per gli US Open. Alcuni buoni risultati nei Challenger di fine anno gli fanno chiudere la stagione al 168º posto mondiale.

### 2018: prime vittorie su giocatori top 100
In gennaio gioca il suo primo incontro nel tabellone principale di uno Slam all'Australian Open 2018 e perde in tre set da Jan-Lennard Struff. In maggio, al secondo turno del Challenger di Gimcheon, supera per la prima volta un top 100, il nº 97 Dudi Sela, con il punteggio di 4-6, 6-3, 6-1 prima di uscire in semifinale contro Pospisil. Dopo un periodo anonimo, si ripete in settembre nella semifinale del Kaohsiung Challenger, sconfiggendo in due set il 70º del ranking Malek Jaziri; perde la finale strappando un set al nº 42 del mondo Gaël Monfils e torna nella top 200 da cui era uscito in marzo.

### 2019: primi due titoli Challenger e top 100
Esce nel primo turno delle qualificazioni dell'Australian Open e, dopo una serie di discreti risultati, il 3 marzo 2019 vince il suo primo Challenger a Yokohama sconfiggendo in finale Oscar Otte con il punteggio di 7-6, 6-3. Nei tre tornei successivi arriva due volte ai quarti e una volta in semifinale e il 5 maggio a Seoul vince il secondo Challenger battendo in due set Max Purcell; il giorno dopo compie un balzo di 27 posizioni nel ranking e si piazza alla 135ª. Complice il serio infortunio subito qualche mese prima da Chung Hyeon, quello stesso giorno diventa il nº 1 tra i giocatori sudcoreani. Sconfitto al primo turno di qualificazione al Roland Garros, sull'erba del Challenger di Surbiton perde la finale del doppio in coppia con Ramkumar Ramanathan. In luglio supera per la prima volta le qualificazioni di uno Slam a Wimbledon, e viene eliminato al primo turno dopo aver vinto un set contro il nº 9 mondiale Karen Chačanov.
Tre settimane dopo supera le qualificazioni anche all'ATP 250 di Atlanta e vince il suo primo incontro in un tabellone principale ATP battendo in tre set Prajnesh Gunneswaran; al secondo turno cede in due set a Cameron Norrie. Anche al successivo ATP 250 di Los Cabos entra nel main draw e al secondo turno batte in tre set in nº 59 del mondo Juan Ignacio Londero prima di arrendersi a Guido Pella in tre set nei quarti; il risultato lo proietta per la prima volta nella top 100, al 97º posto. Al Masters 1000 canadese supera le qualificazioni sconfiggendo due top 100 ed esce al primo turno per mano di Il'ja Ivaška. Vince i tre incontri di qualificazione anche agli US Open e nel tabellone principale si ritira per crampi durante il match del primo turno. Nell'incontro di Coppa Davis contro la Cina vince entrambi i singolari e permette alla Corea del Sud di partecipare alle qualificazioni per l'accesso alla fase finale dell'edizione 2020. Una settimana dopo, al primo turno dell'ATP 250 di Zhuhai elimina in due set il nº 24 del mondo Lucas Pouille e al secondo perde contro Damir Džumhur. Nel torneo di doppio di Zhuhai raggiunge la semifinale in coppia con Dominik Koepfer. Prima di fine stagione si qualifica anche al tabellone principale dell'ATP 250 di Anversa. Chiude il 2019 all'88º posto mondiale, dopo essere stato 81º in settembre.

### 2020: 69º nel ranking
Grazie all'ottima classifica, entra di diritto al tabellone principale dell'Australian Open e al primo turno perde al quinto set contro il nº 29 mondiale Nikoloz Basilašvili. Il buon momento di forma continua e per 4 volte consecutive arriva ai quarti di finale nei tornei ATP di Pune, New York, Delray Beach e soprattutto a fine febbraio nel 500 di Acapulco, dove batte negli ottavi 7-6, 6-0 il nº 24 del mondo Dušan Lajović prima di perdere 2-6, 1-6 il suo primo confronto con il nº 2 Rafael Nadal. La striscia di risultati lo porta al 69º posto mondiale, nuovo best ranking. Dopo la lunga pausa del circuito dovuta alla pandemia di COVID-19, torna a giocare in agosto e non supera le qualificazioni al Masters 1000 di Cincinnati (giocato eccezionalmente a New York). Vince il suo primo incontro in carriera nel main draw degli US Open e viene eliminato al secondo turno dal nº 17 del mondo Denis Shapovalov, che si impone in quattro set dopo 3 ore e 41 minuti di gioco. Esce alle qualificazioni anche agli Internazionali d'Italia. All'ultimo impegno stagionale, l'Open di Francia, viene sconfitto al primo turno in tre set da Benoît Paire.

### 2021: primo titolo ATP e 52º nel ranking
Inizia la stagione all'ATP 250 di Delray Beach e al primo turno viene sconfitto dal futuro finalista Sebastian Korda. Al primo ATP 250 di Melbourne non va oltre il secondo turno e al primo turno dell'Australian Open raccoglie solo 6 giochi contro Thanasi Kokkinakis. Si riscatta subito aggiudicandosi il terzo Challenger in carriera al Biella II battendo in finale Lorenzo Musetti. Nel periodo successivo raggiunge i quarti di finale nei tornei ATP 250 di Singapore e Marbella. A inizio giugno si spinge per la prima volta fino al terzo turno in una prova dello Slam al Roland Garros e cede in tre set al nº 9 del mondo Matteo Berrettini. Dopo le sconfitte nei sette quarti di finale disputati in precedenza nei tornei ATP, raggiunge per la prima volta la semifinale in giugno a Eastbourne e viene sconfitto in due set da Alex de Minaur.
Eliminato al secondo turno a Wimbledon, in luglio fa il suo esordio olimpico ai Giochi di Tokyo e perde al primo turno contro Frances Tiafoe; esce al primo turno anche dagli US Open. In settembre vince il suo primo titolo nel circuito maggiore a Nur-Sultan, dove supera nell'ordine Donskoj, Lajović, Đere, Bublik e in finale ha la meglio su James Duckworth con il punteggio di 7-6, 6-3. È il secondo titolo ATP vinto da un sudcoreano, dopo quello conquistato da Lee Hyung-taik all'Adidas International di Sydney nel 2003. Il successo gli consente un balzo di 25 posizioni in classifica e sale alla 57ª, suo nuovo best ranking. Nonostante la sconfitta subita al primo turno all'Indian Wells Masters, il 1º novembre si trova alla 52ª posizione mondiale.

### 2022: semifinale a Tokyo e bronzo ai Giochi Asiatici
Raggiunge per la prima volta il secondo turno agli Australian Open battendo Holger Rune e perde al quinto set contro Denis Shapovalov, dopo essere stato in vantaggio di 2 set a 1; nel torneo di doppio si spinge fino al terzo turno in coppia con Marcos Giron. Esce al secondo turno in singolare anche negli altri sei tornei disputati a inizio 2022 tra i quali gli ATP 500 di Rotterdam e Dubai, eliminato in entrambi i casi dal nº 7 del mondo Andrej Rublëv. Tra le vittorie di rilievo in questo periodo vi sono quelle su Lloyd Harris all'Adelaide 2 e su Il'ja Ivaška a Dubai. In marzo è protagonista nella sfida di Coppa Davis vinta 3-1 contro l'Austria con i successi su Dennis Novak e Jurij Rodionov. Anche nei tornei successivi non supera il secondo turno. A settembre perde due singolari nella fase a gironi delle finali di Coppa Davis e vince quello contro il nº 13 ATP Félix Auger-Aliassime e conquista la medaglia di bronzo agli Asian Games di Hangzhou.
Scaduti i punti guadagnati con la vittoria a Nur-Sultan dell'anno precedente, esce temporaneamente dalla top 100, rientrandovi grazie alla semifinale all'ATP 500 di Tokyo, dove elimina tra gli altri Alex de Minaur e cede in tre set a Frances Tiafoe; in doppio raggiunge le semifinali al Korea Open in coppia con Chung Hyeon. Chiude la stagione agonistica a ottobre e a fine anno si trova all'83ª posizione del ranking ATP.

### 2023: secondo titolo ATP, infortunio alla spalla e crollo nel ranking
A inizio stagione conquista il secondo titolo ATP in carriera all'Adelaide 2, entra nel tabellone principale come lucky loser ed elimina tra gli altri il nº 15 ATP Pablo Carreño Busta e in semifinale Jack Draper; in finale ha la meglio su Roberto Bautista Agut al tie-break del terzo set. Con questo risultato eguaglia il proprio best ranking al 52º posto. L'unico risultato di rilievo nel periodo successivo è la vittoria contro David Goffin in Coppa Davis. A febbraio si infortuna a una spalla dopo il torneo di Doha ed è costretto a un periodo di riabilitazione. Rientra nel circuito a fine agosto agli US Open ed esce di scena al primo turno; in settembre perde anche i tre incontri disputati nella fase a gironi delle finali di Coppa Davis, dopo i quali chiude anticipatamente la stagione a causa del persistere dei problemi fisici.

### 2024-2025: lenta risalita nel ranking e nuovi periodi di inattività
Rientra nel gennaio 2024, perde al primo turno degli Australian Open contro Klein e scende all'865ª posizione del ranking. Anche il rientro in Davis è segnato da una sconfitta contro Diallo. Vince il primo incontro stagionale al Miami Open contro Alexandre Müller ed esce al secondo turno. Ad aprile dà forfait prima della semifinale al Busan Open Challenger e disputa un solo incontro a maggio. Rientra nel circuito nel tabellone principale del Roland Garros, elimina in tre set il nº 67 ATP Emil Ruusuvuori ed esce di scena al secondo turno. Gioca pochi tornei e si prende diverse pause, non supera il turno di esordio al torneo di Wimbledon e agli US Open. Gioca il suo ultimo incontro stagionale nella vittoriosa sfida contro la Polonia valevole per il Gruppo I di Coppa Davis e vince il singolare contro Kamil Majchrzak.
A dicembre 2024 annuncia di essere stato chiamato per il periodo obbligatorio di servizio militare che inizierà a gennaio e durerà 18 mesi. Prima di partire rientra dopo quasi cinque mesi a gennaio 2025 con una sconfitta in singolare nella sfida di Davis contro la Repubblica Ceca. Nei mesi successivi disputa alcuni tornei e ne vince due nel circuito ITF.

## Statistiche
Aggiornate al 23 giugno 2025.

### Singolare

#### Vittorie (2)
| Legenda              |
| Grande Slam (0)      |
| ATP Finals (0)       |
| ATP Masters 1000 (0) |
| ATP Tour 500 (0)     |
| ATP Tour 250 (2)     |

| N. | Data              | Torneo                           | Superficie  | Avversari in finale   | Punteggio        |
| 1. | 26 settembre 2021 | Astana Open, Nur-Sultan          | Cemento (i) | James Duckworth       | 7–6(6), 6–3      |
| 2. | 14 gennaio 2023   | Adelaide International, Adelaide | Cemento     | Roberto Bautista Agut | 6–4, 3–6, 7–6(4) |

### Tornei Challenger

#### Singolare

##### Titoli (3)
| N. | Data             | Torneo                              | Superficie  | Avversario in finale | Punteggio |
| 1. | 3 marzo 2019     | Keio Challenger, Yokohama           | Cemento     | Oscar Otte           | 7–5, 6–3  |
| 2. | 5 maggio 2019    | Seoul Open Challenger, Seul         | Terra rossa | Max Purcell          | 7–5, 7–5  |
| 3. | 21 febbraio 2021 | Biella Challenger Indoor II, Biella | Cemento     | Lorenzo Musetti      | 6–3, 6–2  |

##### Finali perse (3)
| N. | Data              | Torneo                          | Superficie  | Avversario in finale | Punteggio        |
| 1. | 5 marzo 2017      | Keio Challenger, Yokohama       | Cemento     | Yūichi Sugita        | 4–6, 6–2, 6(2)–7 |
| 2. | 14 maggio 2017    | Seoul Open Challenger, Seul     | Terra rossa | Thomas Fabbiano      | 6–1, 4–6, 3–6    |
| 3. | 23 settembre 2018 | Kaohsiung Challenger, Kaohsiung | Cemento     | Gaël Monfils         | 4–6, 6–2, 1–6    |

#### Doppio

##### Finali perse (1)
| Numero | Data          | Torneo                    | Superficie | Compagno            | Avversari in finale             | Punteggio        |
| 1.     | 9 giugno 2019 | Surbiton Trophy, Surbiton | Erba       | Ramkumar Ramanathan | Marcel Granollers Ben McLachlan | 6–4, 3–6, [2–10] |

## Risultati in progressione
| Sigla | Risultato               |
| ----- | ----------------------- |
| V     | Vincitore               |
| F     | Finalista               |
| SF    | Semifinalista           |
| O     | Oro olimpico            |
| A     | Argento olimpico        |
| SF    | Bronzo olimpico         |
| QF    | Quarti di Finale        |
| 4T    | Quarto turno            |
| 3T    | Terzo turno             |
| 2T    | Secondo turno           |
| 1T    | Primo turno             |
| RR    | Round Robin             |
| LQ    | Turno di qualificazione |
| A     | Assente                 |
| ND    | Non disputato           |

| Legenda superfici    |
| -------------------- |
| Cemento              |
| Terra battuta        |
| Erba                 |
| Superficie variabile |

### Singolare
| Torneo             | 2017          | 2018          | 2019          | 2020          | 2021 | 2022          | 2023          | 2024 | V-S  |
| Tornei Grande Slam |               |               |               |               |      |               |               |      |      |
| Australian Open    | A             | 1T            | Q1            | 1T            | 1T   | 2T            | 1T            | 1T   | 1–6  |
| Open di Francia    | A             | A             | Q1            | 1T            | 3T   | 1T            | A             | 2T   | 3–4  |
| Wimbledon          | Q1            | A             | 1T            | ND            | 2T   | 1T            | A             | 1T   | 1–4  |
| US Open            | Q1            | A             | 1T            | 2T            | 1T   | 2T            | 1T            | 1T   | 2–6  |
| Vittorie-Sconfitte | 0–0           | 0–1           | 0–2           | 1–3           | 3–4  | 2–4           | 0-2           | 1–4  | 7–20 |
| Giochi Olimpici    |               |               |               |               |      |               |               |      |      |
| Giochi Olimpici    | Non disputati | Non disputati | Non disputati | Non disputati | 1T   | Non disputati | Non disputati | A    | 0–1  |
| Vittorie-Sconfitte | Non disputati | Non disputati | Non disputati | Non disputati | 0–1  | Non disputati | Non disputati | 0–0  | 0–1  |

### Doppio
| Torneo             | 2017 | 2018 | 2019 | 2020 | 2021 | 2022 | 2023 | 2024 | V-S |
| Tornei Grande Slam |      |      |      |      |      |      |      |      |     |
| Australian Open    | A    | A    | A    | 1T   | A    | 3T   | A    | 1T   | 2–3 |
| Open di Francia    | A    | A    | A    | 1T   | A    | 1T   | A    | A    | 0–2 |
| Wimbledon          | A    | A    | A    | ND   | A    | 1T   | A    | A    | 0–1 |
| US Open            | A    | A    | A    | A    | 1T   | 1T   | A    | 1T   | 0–3 |
| Vittorie-Sconfitte | 0–0  | 0–0  | 0–0  | 0–2  | 0–1  | 2–4  | 0–0  | 0–1  | 2–9 |